# سولومون باتون
سولومون باتون (بالإنجليزية: Solomon Patton)‏ هو لاعب كرة قدم أمريكية أمريكي، ولد في 17 أكتوبر 1990 في موبيل في الولايات المتحدة.

## وصلات خارجية
- سولومون باتون على موقع مرجع كرة القدم المحترفة.كوم (الإنجليزية)